# 奥古斯特·罗丹
弗朗索瓦-奥古斯特-雷尼·罗丹（法語：François-Auguste-René Rodin，1840年11月12日—1917年11月17日），法國雕塑家，常被認為是現代雕塑的奠基者。他在過去接受過傳統教育，對創作採取類似工匠的方法進行承傳，羅丹擁有獨特的能力，可以在粘土中模擬複雜、湍流和深度凹陷的表面。並以《沉思者》、《巴爾扎克紀念碑》、《吻》、《加萊義民》和《地獄之門》等雕塑而聞名於世。
羅丹的許多最著名的雕塑都曾受到批評，因為它們與主要的雕塑傳統相衝突，在傳統中，雕塑具有一定的裝飾性或主題性。羅丹最具原創性的作品則脫離了過去神話和寓言的傳統主題。以自然主義塑造人體，彰顯著人物的性格、肌肉和身體結構。儘管羅丹對其作品獲得的爭議感到相當敏感，但他依然拒絕改變自己的風格，他在旺盛的激情下持續創作，也在日後受到政府和藝術界的矚目及青睞。
隨著名聲越來越大，羅丹成為19世紀至20世紀初期最傑出的法國雕塑家。到1900年代則具有國際性的名譽及讚許，他也積極的與當時的知名知識分子和藝術家保持聯繫。他的學生卡米耶·克洛岱爾也在日後成為他的同事、情人和競爭對手。羅丹的其他學生包括安托万·布德尔、康斯坦丁·布朗庫西和夏尔·德斯皮奧。在1917年去世前幾週，他與陪伴其一生的愛人罗丝·伯雷結婚。
儘管羅丹的雕塑在1917年去世後人氣下降，但在幾十年後再一次聚集了大量人氣，至今，羅丹仍然是少數在視覺藝術之外廣為人知的雕塑家之一。

## 生平
罗丹出生於普通家庭，是瑪麗·謝費（Marie Cheffer）和讓-巴蒂斯特·羅丹（Jean-Baptiste Rodin）的第二個孩子，父親是名警察。小時候他基本靠自學，14岁在一所學校裡随著奥拉斯·勒科克·德·布瓦博德朗學畫，後來羅丹表示波瓦柏丹是一名好老師。
1857年，他向法國美術學院遞交了一份泥塑作品，以求入學，但遭到拒絕，隨後他又兩度被拒。當時學校門檻其實並不高，因此他很受打擊。1862年，大他兩歲的姐姐瑪利亞因腹膜炎在一家女修道院內去世，羅丹和姐姐的關係很好，姐姐的去世導致他放棄了藝術，投身宗教，加入了聖餐會（Congregation of the Blessed Sacrament）。該會創始人彼得·朱利安·埃马尔（Peter Julian Eymard）認為羅丹確實是一個天才雕塑家，但不適合宗教，因此鼓勵他繼續創作。因此羅丹開始和雕塑家安托万-路易·巴里學習，巴里對動物雕塑的精細處理對羅丹產生了很大的影響。
1864年，他開始和女裁縫罗丝·伯雷同居，1866年伯雷為他生下一子奧古斯特-歐仁·伯雷（Auguste-Eugène Beuret）。同樣在1866年，他的作品首次參展，並進入阿尔贝-埃内斯特·卡里耶-贝勒斯的工作室當助手，設計房頂裝飾和樓梯。1870年普法戰爭爆發，羅丹入伍，但因為近視很快就離開了軍隊。
卡里耶-贝勒斯叫羅丹去比利時找他，不久羅丹和卡里耶-贝勒斯產生齟齬，但羅丹設法在布魯塞爾找到了別的工作，在幾個沙龍裡展出了一些作品。1875年，他前往意大利旅遊，開始對多納泰羅和米開朗基羅產生興趣。羅丹曾說是米開朗基羅把他從學院派的束縛中解放了出來。回到比利時後，他開始創作《青銅時代》，這份作品展出引起激烈的反应，有人甚至断言这是用真实人体翻制的。
后来他的作品发展出自己的风格，强调光影的作用，尤其他的作品穿着睡衣、披头散发的“巴尔扎克像”引起极大的骚动，直到他去世多年后的1939年才在巴黎市区立起来。他的巨型浮雕“地狱之门”从1880年开始制作，直到去世也没有完成。地獄門以但丁的《神曲》為主題，羅丹之所以以其為主題或許是因為羅丹的悲觀剛好與此章節中對人類在地獄受苦難折磨的景象描寫相通，互映之下而產生這件偉大的雕塑作品。1884年应加来市的委托，制作了雕像“加来义民”，纪念在英法百年战争期间，为了防止英军屠城，而将自己作为人质交给英王爱德华三世的六位加来市民。1913年在英国国会公园复制了同样一座。
1900年巴黎世界博览会上，罗丹展出了150件作品，1916年罗丹将全部作品捐赠给法国政府，以换取政府为他提供住房和工作室，为此政府建造了“罗丹博物馆”。法国政府享有对罗丹作品复制的专有权。1917年罗丹去世。
罗丹善于用丰富多样的绘画性手法塑造出神态生动富有力量的艺术形象。除雕塑外，他还创作了许多插图、铜板画和素描，他还写过几部著作，主要著作有《艺术论》，主要雕塑作品有“沉思者”，“维克多·雨果像”，“阿根廷总统萨米恩托像”等。
罗丹生前和他的学生，同为雕塑家的卡米耶·克洛岱爾同居，羅丹和克洛岱爾生了两个孩子，但罗丹拒绝承担抚养义务。有的历史学家认为是克洛岱爾为罗丹提供了大量的构思，有的罗丹作品甚至是出于克劳黛之手。

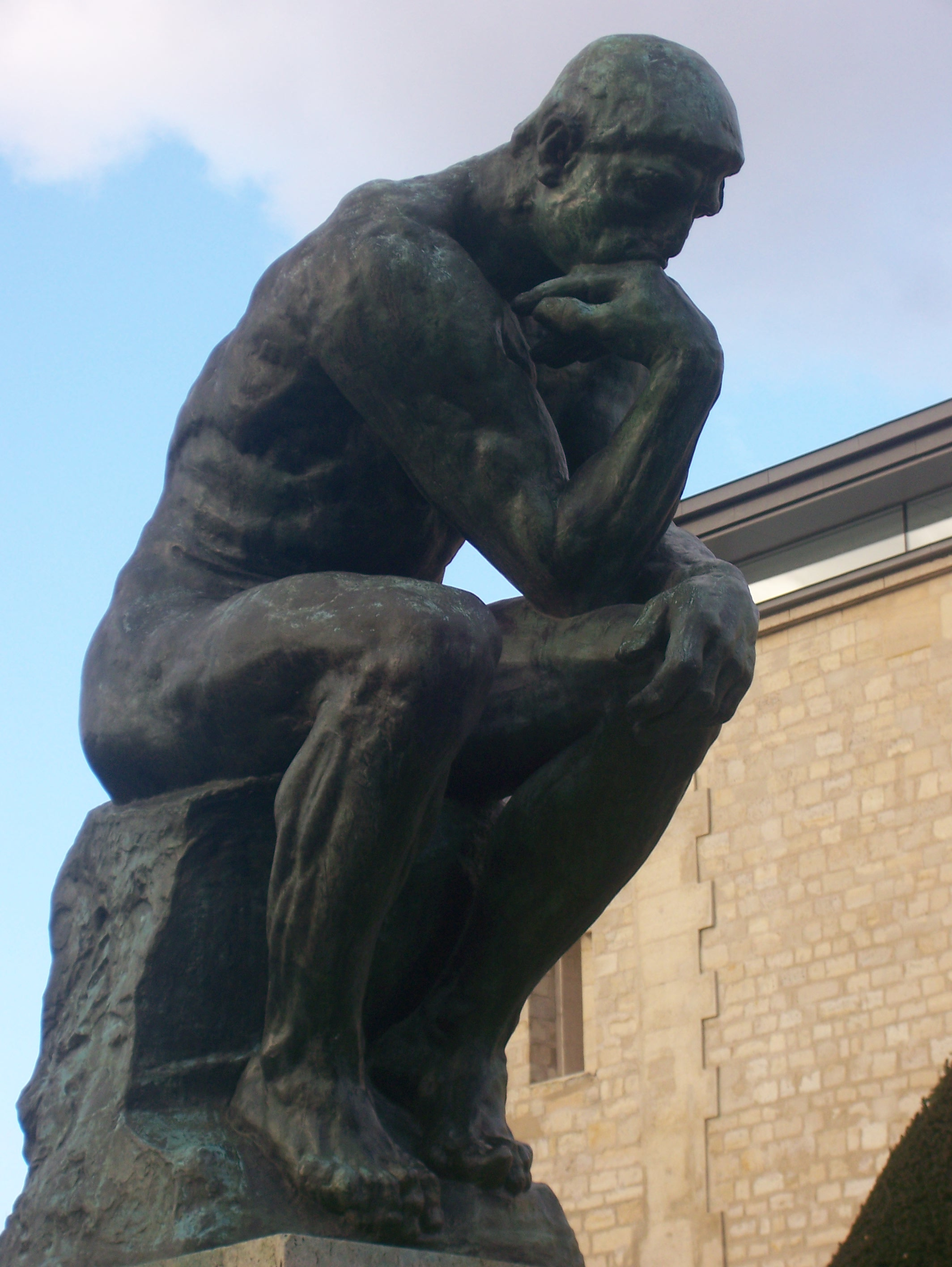
代表作《沉思者》的原始塑像，位於巴黎的羅丹美術館。
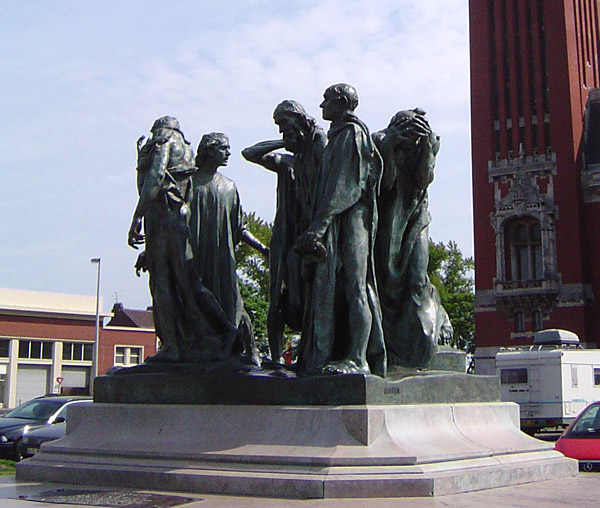
罗丹的作品《加来义民》
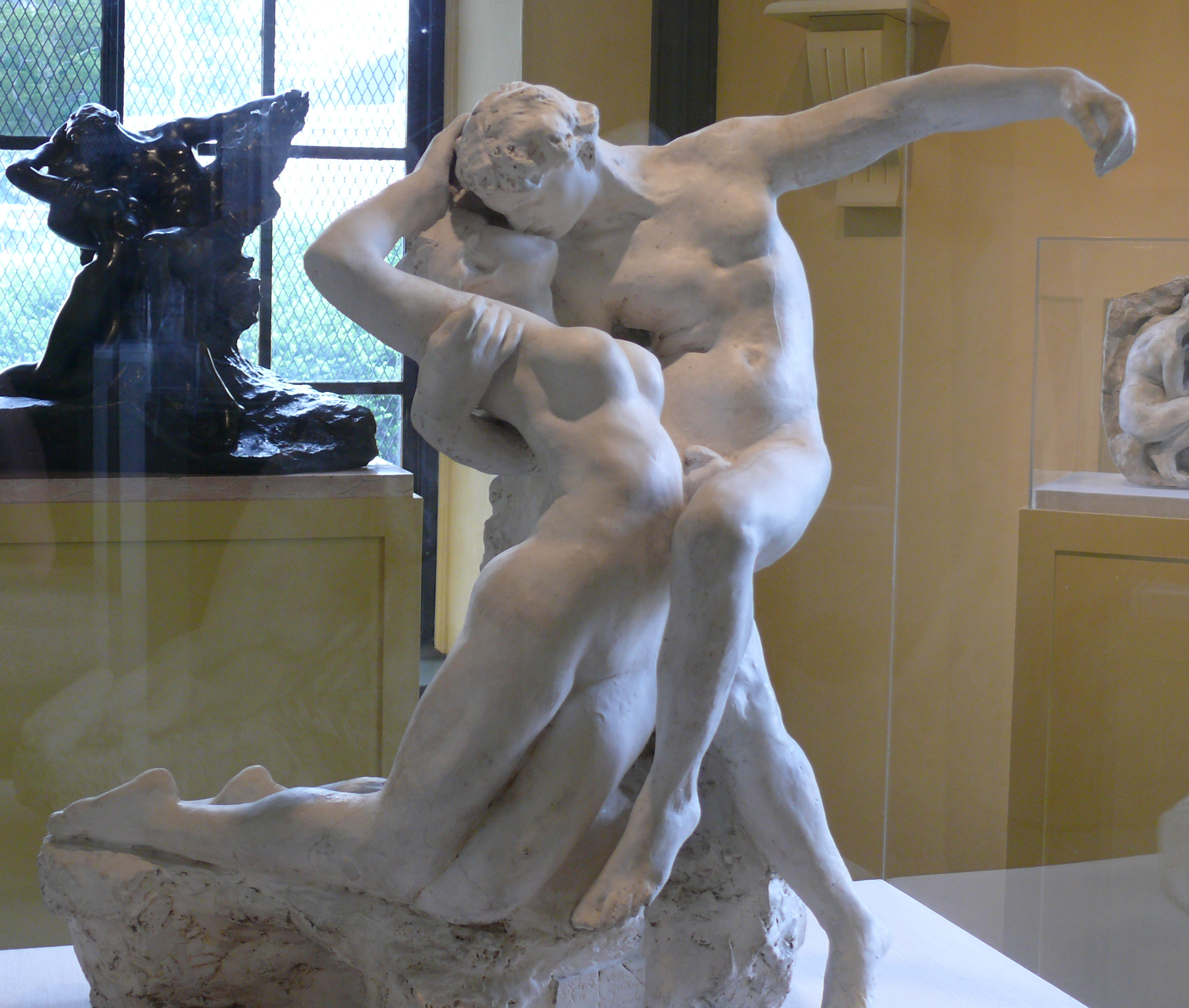
《永恆的春天》（英语：Eternal Springtime），大理石，羅丹博物館藏
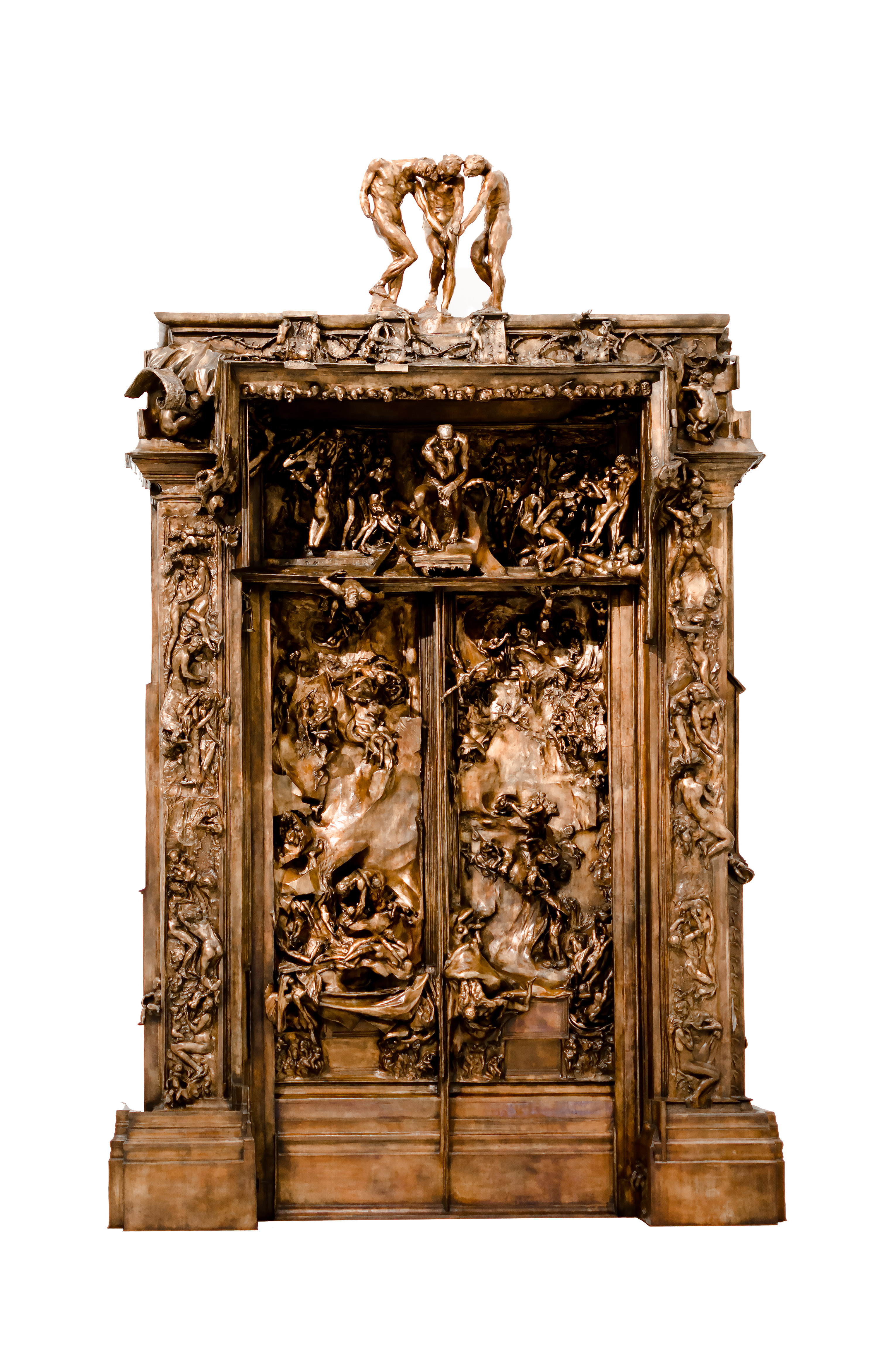
《地狱之门》，现存放于索马亚博物馆，墨西哥城
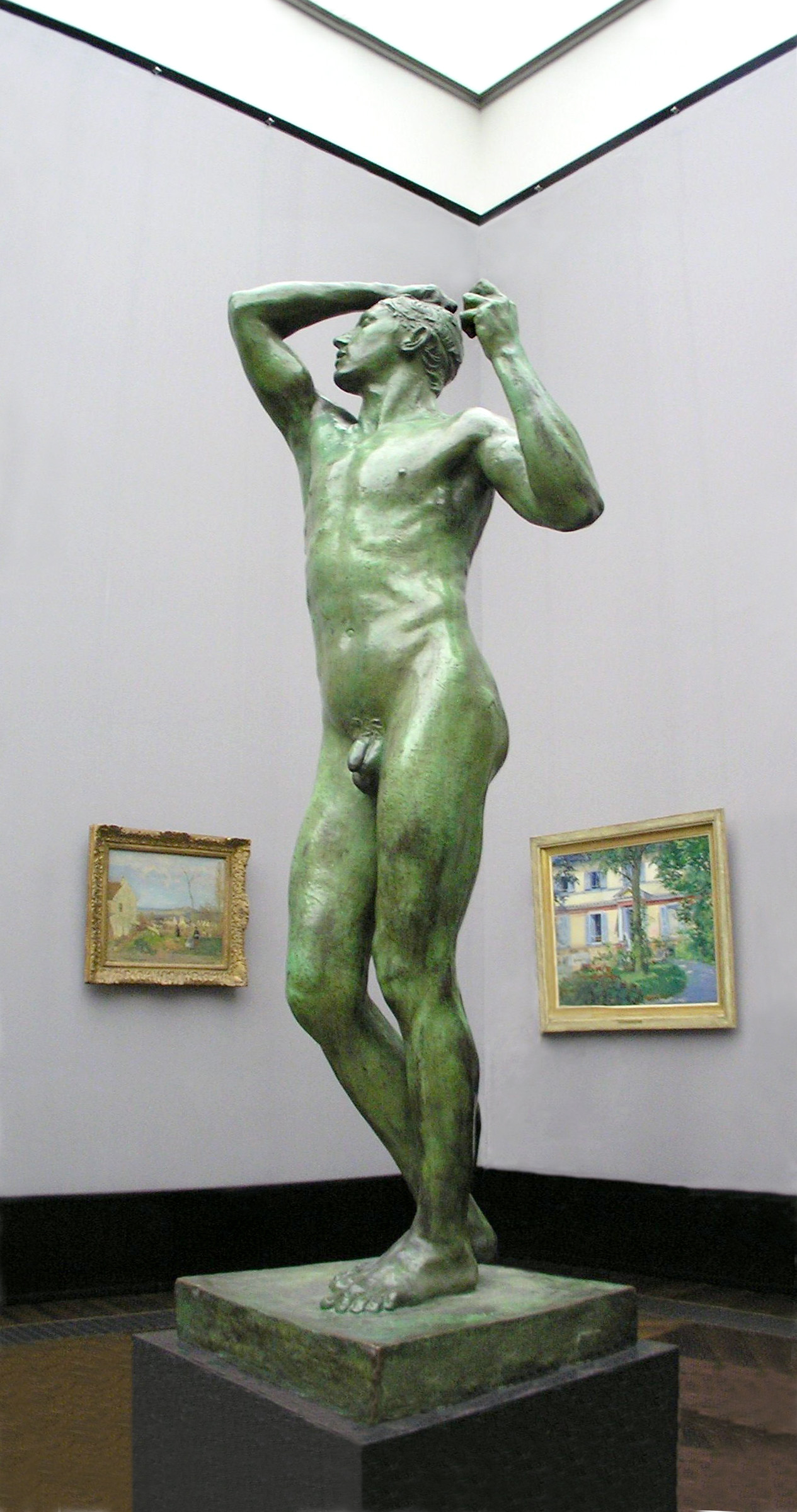
《青铜时代》，柏林老博物馆
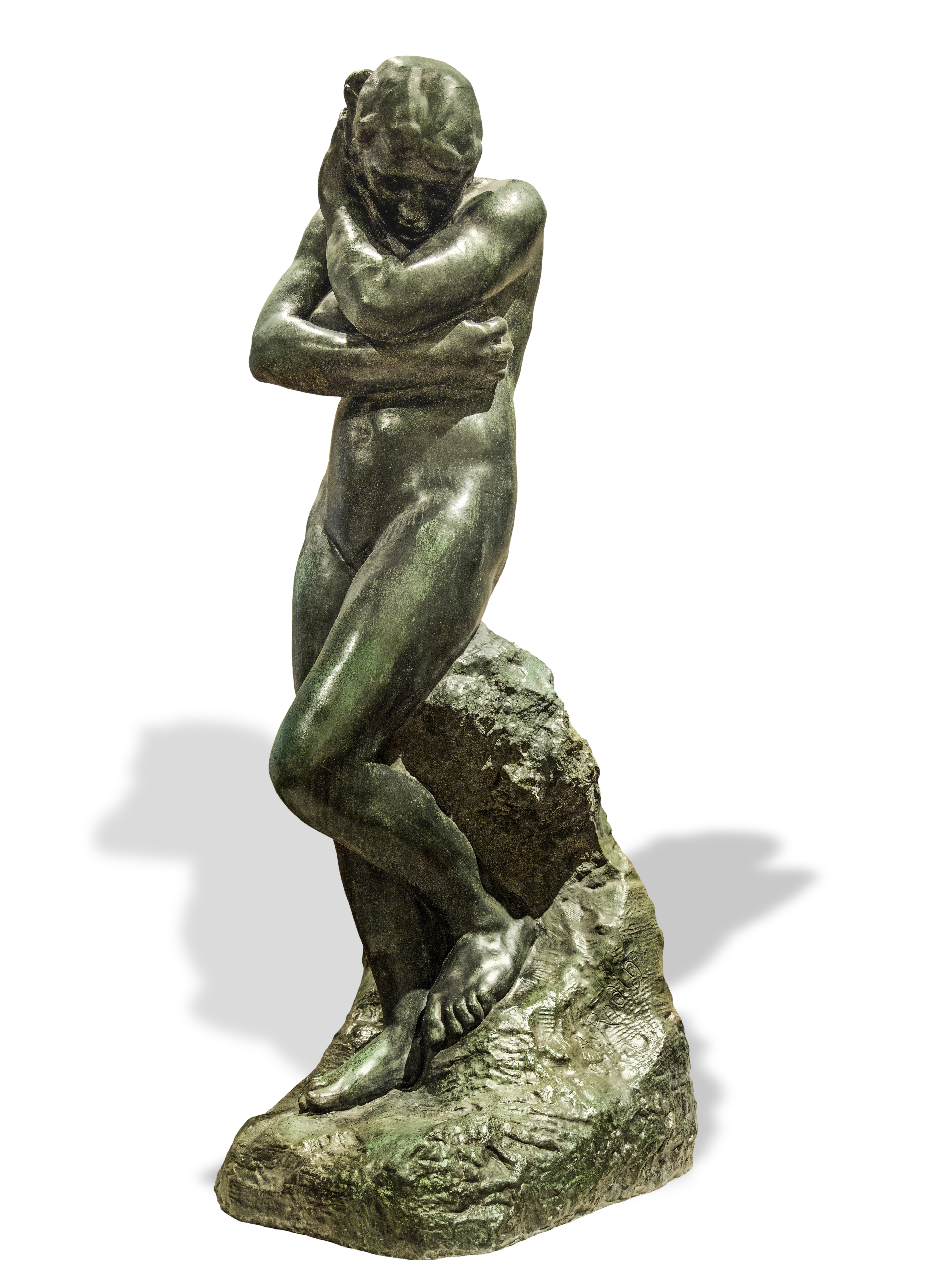
《夏娃》（英语：Eve (Rodin)），杜樂麗花園，巴黎
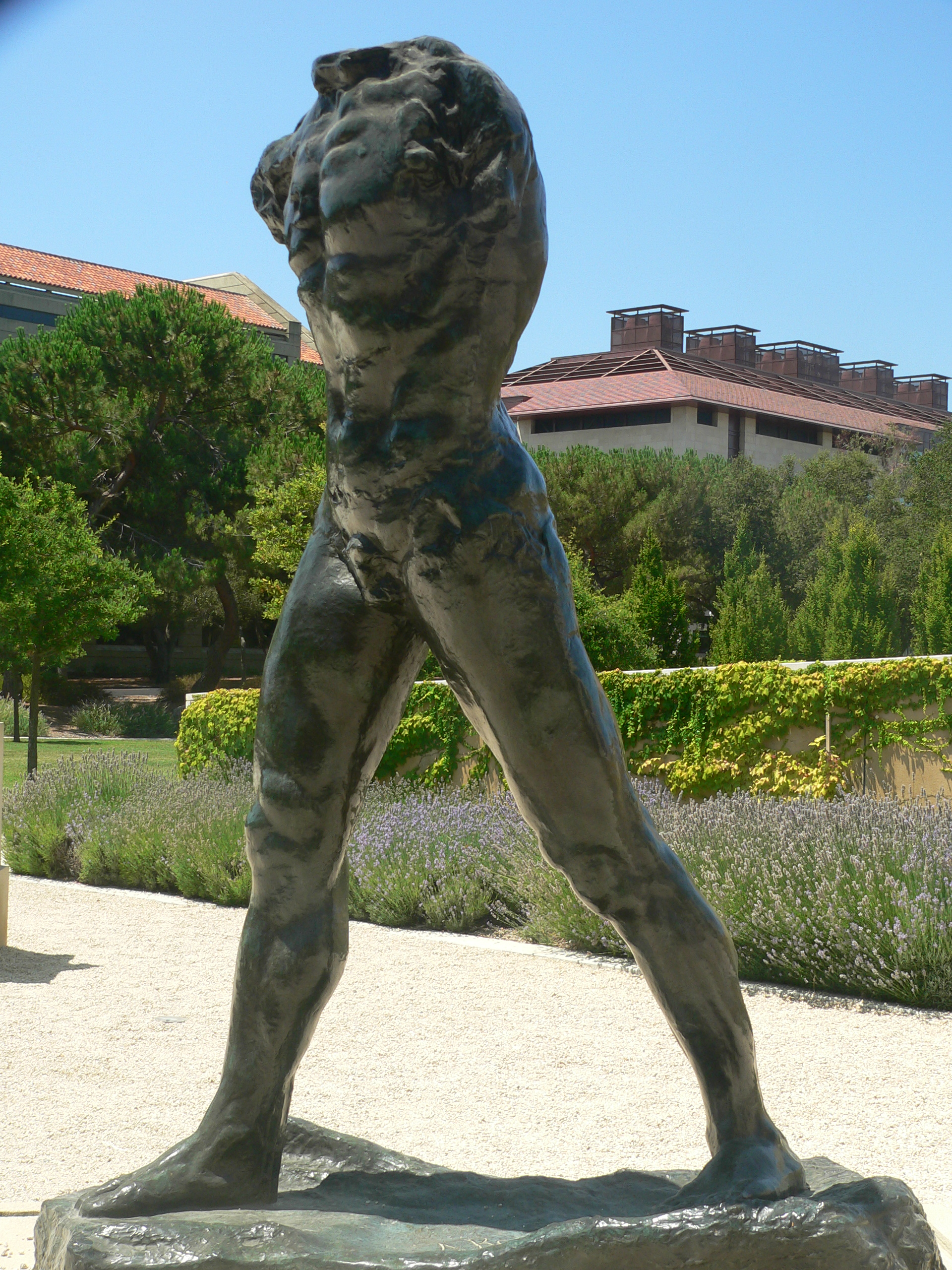
《行走的人》（英语：The Walking Man） (1877–78)